# Отогавілл
Отогавілл (англ. Autaugaville) — місто (англ. town) в США, в окрузі Отога штату Алабама. Населення — 795 осіб (2020).

## Географія
Отогавілл розташований за координатами 32°25′57″ пн. ш. 86°39′32″ зх. д. / 32.43250° пн. ш. 86.65889° зх. д. (32.432563, -86.658752).  За даними Бюро перепису населення США в 2010 році місто мало площу 20,26 км², з яких 19,74 км² — суходіл та 0,53 км² — водойми.

## Демографія
Згідно з переписом 2010 року, у місті мешкало 870 осіб у 350 домогосподарствах у складі 243 родин. Густота населення становила 43 особи/км².  Було 412 помешкання (20/км²).
Расовий склад населення:
| - 66,8 % — чорних або афроамериканців - 31,3 % — білих - 0,2 % — корінних американців |

До двох чи більше рас належало 1,4 %. Частка іспаномовних становила 0,8 % від усіх жителів.
За віковим діапазоном населення розподілялося таким чином: 24,0 % — особи молодші 18 років, 59,6 % — особи у віці 18—64 років, 16,4 % — особи у віці 65 років та старші. Медіана віку мешканця становила 38,0 року. На 100 осіб жіночої статі у місті припадало 90,0 чоловіків;  на 100 жінок у віці від 18 років та старших — 85,7 чоловіків також старших 18 років.
Середній дохід на одне домашнє господарство  становив 36 815 доларів США (медіана — 24 833), а середній дохід на одну сім'ю — 45 423 долари (медіана — 37 500). Медіана доходів становила 31 389 доларів для чоловіків та 24 828 доларів для жінок. За межею бідності перебувало 24,1 % осіб, у тому числі 33,0 % дітей у віці до 18 років та 17,7 % осіб у віці 65 років та старших.
Цивільне працевлаштоване населення становило 486 осіб. Основні галузі зайнятості: освіта, охорона здоров'я та соціальна допомога — 22,0 %, будівництво — 16,0 %, виробництво — 15,6 %.